# Sanjana
Sanjana, aussi Saranyū (en sanskrit : सरन्यू), « rapide, hâtive », également Sanja « conscience »), est une déesse védique qui est la fille de Tvashtri ou Vishvakarma, l'épouse de Vivasvān ou Sūrya, et la mère des Ashvins, Yama et Yami. Selon certaines hypothèses, elle serait identique à Ushasa, la déesse de l'aube,.

## Mythe
Saranjú est mentionnée pour la première fois au début de l'hymne védique 10.17. Il est dit que son père Tvashtri la préparait au mariage avec le mortel Vivasvān, mais pendant le voyage vers son fiancé, elle fut enlevée ou cachée par un groupe de dieux. Les dieux ont également créé une réplique (savarna) de la déesse, qu'ils ont plantée dans l'esprit de Vivasvan. Saranyu a également laissé ses deux paires de jumeaux avec Vivasvan - les premiers étaient les Ashvins, dont elle était déjà enceinte au moment de son enlèvement, tandis que le second est peut-être Yama, dont la mère est mentionnée dans l'hymne, et Yami, qui n'est pas directement mentionné.
Dans une version ultérieure du même mythe contenue dans le Brhad-devatá, un recueil de mythes védiques du IVe siècle avant J.-C., on dit que la déesse Saranyu, fille de Tvastar et sœur jumelle de Trishiras, a donné naissance aux jumeaux Yama et Yami avec son mari Vivasvan. Elle a ensuite créé une copie d'elle-même, a laissé ses enfants à sa garde, s'est transformée en jument et s'est enfuie. Vivasván a ensuite engendré Manu avec une copie de sa femme. Cependant, lorsqu'il apprit que sa femme avait disparu, il se transforma en étalon et lorsqu'il retrouva Saranyú, ils furent réunis. Cependant, Vivasvan, dans sa hâte, laissa son sperme tomber au sol, et Saranyu, dans son désir de progéniture, le suça par le nez, et ainsi les Ashvins furent conçus. Une version plus courte de la même histoire est également donnée dans l'ouvrage étymologique Nirukta,.
Dans les Puranas, Saranyu apparaît sous le nom de Sanja, elle est la fille de Tvashtri ou Visvakarman, elle est l'épouse de Surya et l'histoire est davantage développée. Selon le Vayu Purana, Sanjna ne pouvait pas supporter l'éclat de son mari et elle a donc créé son double nommé Chaya « ombre ». La déesse retourna ensuite à la maison de son père, mais finit par la quitter également, se transformant en jument et broutant de l'herbe. Finalement, l'existence du double fut révélée et Surya se transforma en étalon et engendra les Ashvins avec la jument Sanjna. Selon la version de ce mythe contenue dans le Vishnu Purana, Tvashtri a également retiré un huitième de l'éclat de Surya pour rendre sa luminosité supportable, et en a fait divers objets merveilleux et la déesse Shakti.

## Étymologie et hypothèses
Le nom Saranjú vient de l'adjectif saranjú « rapide, hâtif », qui vient du védique *sar- « se précipiter », qui à son tour vient du proto-indo-européen *sel- « se déplacer rapidement, se dépêcher », complété par le suffixe féminin *-neh 2 / *-nā. Cela peut correspondre à l'étymologie du grec ancien Ἐρινύς Érinyes, déjà attesté en mycénien sous le nom e-ri-nu, qui est le singulier du nom Erínyja, qui désigne la déesse de la vengeance. Ce lien a déjà été découvert par les chercheurs de l'école dite mythologique au XIXe siècle, mais a depuis été rejeté par certains chercheurs. James Mallory et Douglas Quentin Adams considèrent toujours que cela a une signification étymologique et reconstruit le nom proto-indo-européen comme *seren(i̯)uh x s, bien qu'ils refusent de suggérer l'existence d'une déesse de ce nom sur la base de cette reconstruction en raison du manque de parallèles mythologiques,,.
Peter Jackson reconstruit le nom proto-indo-européen comme *seleneh 2 / *selenā « à la hâte, à la hâte, rapidement » et suggère d'interpréter le nom grec Helena de la même manière que le nom Saranjú. L'étymologie de ce nom est cependant un sujet de débat, et l'interprétation ci-dessus est rejetée par de nombreux chercheurs en faveur d'une étymologie de *sweleneh 2 / *swelenā « brûlant, flamboyant ». Otto Skutsch (en) croyait qu'il existait deux déesses différentes portant un nom similaire, mais qui ont ensuite fusionné en une seule.
Peter Jackson suppose plutôt que les deux noms appartiennent à la même déesse et, sur cette base, considère le nom Saranyú comme une épithète d'Ushasa, la déesse de l'aube. Il est basé principalement sur le motif de la persécution d'Ushasa par son père, Dyause, ou Prajapati, qui prend la forme d'un cerf ou d'un chevreuil. Selon lui, Ušas, comme la déesse de l'aube, est flamboyante (*swelenā) et, lorsqu'elle fuit son père, elle est également précipitée (*selenā ). Saranyú-Ušas et Helena sont toutes deux à l'origine filles du dieu du ciel : Dyáus-Zeus, avec qui elles ont engendré des jumeaux divins : les Ashvins-Dioscures. De plus, Jackson souligne le motif de la réplique ou du double dans l'histoire de Saranjú et d'Helena. Saranjú a également été identifiée à Ušasa, ou peut-être à Sūrya, par Arthur Anthony Macdonell au début du XXe siècle.
Outre la parenté linguistique, on peut rappeler que Déméter, qui était « semblable à Erinyes » sous la forme d'une jument, a donné naissance à l'étalon Arion avec Poséidon. La relation du mythe de Saranyu avec le mythe grec selon lequel Néphélé, une déesse créée comme le double d'Héra, a engendré Centaure, l'ancêtre des Centaures, avec le roi Ixion, n'est pas non plus claire.